# Sam Vanni
Sam Vanni (né Samuel Besprosvanni le 6 juillet 1908 à Viipuri – mort le 20 octobre 1992 à  Helsinki) est un artiste peintre finlandais considéré comme le pionnier de l'art abstrait en Finlande,.

## Biographie
Son père est le marchand de fourrure Aron Besprosvanni et sa mère est Rakel Stoler.
Le nom de famille Besprosvanni désignait en russe une personne sans nom.
Quand le grand-père de Sam est enrôlé de force dans l'armée russe, il refuse d'indiquer son nom.
La langue familiale est le Yiddish, Samuel étudie à l'école suédoise et la plupart de ses amis parlent finnois.
En 1921, la famille Besprosvanni quitte Viipuri pour Helsinki.
En 1927, Samuel entre à l' école de dessin de l'association des arts avec les professeurs Uuno Alanko, Per-Åke Laurén et Werner Åström.
Plus tard, il étudie à l'Académie des beaux-arts de Florence puis suit des cours privés avec Wäinö Aaltonen.
En 1931, il expose ses œuvres lors d'une exposition de l'Association des arts de Finlande.
En 1938-1939, Sam Vanni vit à Londres et à Paris où il étudie à l'Académie Julian et a l'Académie de la Grande Chaumière.
Dans les années 1940, Sam Vanni passe à un art plus abstrait.
Il est spécialement influencé par des artistes français comme Henri Matisse et Pierre Bonnard.
En 1941, Samuel Besprosvanni change officiellement son nom en Sam Vanni et il épouse Maya London.
Après la seconde Guerre mondiale, il se tourne vers le constructivisme russe.
Son travail est alors influencé par Kandinsky, Richard Mortensen, Edgar Pillet et Victor Vasarely.
En 1955, Sam Vanni fonde le Groupe Prisma (fi) regroupant notamment des artistes abstraits de la génération d'après guerre comme Unto Pusa, Ragnar Ekelund et  Sigrid Schauman.
Le groupe Prisma aura un rôle influent dans l'Art finlandais.
Sam Vanni s'y investira jusqu'en 1963.
En 1958, il divorce de sa première épouse.
En 1960, il se remarie avec  Paula Saarenheimo et ils auront deux fils Mikko et Simo.
En 1958, Sam Vanni reçoit la médaille Pro Finlandia.
En 1962, il est invité  à devenir membre de l'Académie de Finlande et en 1984 de l'Académie européenne des sciences, des arts et des lettres.
Sam Vanni a peint jusqu'au début des années 1990.
Il a enseigné l'art de 1944 à 1956 à l'école libre d'art de Finlande, en 1956 à l' école supérieure technique de Finlande et de 1949 à 1965 à l'Académie des beaux-arts d'Helsinki.
Il est enterré au cimetière juif d'Helsinki.

## Œuvres
Dès le début, Sam Vanni s’intéresse aux aspects formels de la peinture, notamment ceux liés aux couleurs. Avant même son voyage à Paris en 1938, il peignait selon l'art des couleurs de l'école française, sur la voie indiquée par ses modèles Matisse et Bonnard. Ses sujets, paysages, natures mortes et portraits, sont traditionnels, mais il a essayé de les représenter d'une manière nouvelle.
Les œuvres de Vanni sont très réfléchies. Pour lui, les couleurs et le mouvement des lignes représentent un état émotionnel au même titre que la musique. La structure du tableau, les couleurs pures, l'utilisation du mouvement, de la ligne et de la forme limitée sont essentiels dans le travail de Sam Vanni. À partir des années 1960, Vanni se concentre sur les thèmes cinétiques et optiques. Au milieu des années 1960, il développe la technique dite des rayures, qu'il utilise pour faire ressortir la puissance du mouvement avec des couleurs et des formes.
En passant à l’art non représentatif, Sam Vanni a également abandonné l’effort visant à créer une impression de profondeur. Les œuvres sont devenues des compositions de surface, où les éléments centraux étaient la couleur, la forme et le mouvement. La non-présentabilité n'était pas un principe pour lui, il pouvait donc placer des figures personnelles ou d'autres éléments représentatifs dans ses œuvres. Les œuvres ont souvent été comparées à de la musique, car elles contiennent souvent des variations sur le même thème formel.
Sam Vanni a produit de nombreuses œuvres.
Parmi les plus célèbres:
- Contrapunctus (fi), 1960, peinture murale
- In memoriam 1939-1944, 1953
- Asetelma, 1965, peinture
- Guassi I, 1976, gouache
- Guassi II, 1976, gouache

## Prix et récompenses
- Médaille Pro Finlandia, 1958
- Académicien, 1965